# Nouveau Parti anticapitaliste
Nouveau Parti anticapitaliste (NPA; deutsch Neue Antikapitalistische Partei) ist eine 2009 gegründete sozialistische, antikapitalistische politische Partei in Frankreich. Ihr gehören ca. 1800 Mitglieder an (2017).
Die NPA ist weder in der französischen Nationalversammlung noch im Europaparlament vertreten.

## Geschichte
Die Gründung der Partei wurde im Jahr 2008 beschlossen, parallel zur Selbstauflösung des trotzkistisch orientierten Revolutionär-Kommunistischen Bundes (Ligue communiste révolutionnaire, LCR). Dabei sollte die enge programmatische Bindung an den Trotzkismus aufgegeben werden, um sich auch gegenüber anderen Strömungen, Gruppen und Personen aus dem Umfeld der radikalen Linken zu öffnen. Über den endgültigen Namen entschied eine Gründungskonferenz (6. bis 8. Februar 2009), der Alternativvorschlag „Antikapitalistische Revolutionäre Partei“ wurde dabei mit knapper Mehrheit verworfen.
2012 stellte die NPA einen eigenen Kandidaten für die Präsidentschaftswahlen in Frankreich auf, den Arbeiter und Gewerkschafter Philippe Poutou. Dieser erreichte in der ersten Runde 411.160 Stimmen und damit 1,15 %.
Auch bei der Präsidentschaftswahl 2017 stellte die Partei Philippe Poutou auf, der durch einen Auftritt bei einer Fernsehsendung einiges an Aufsehen erregte. Im Ergebnis der ersten Runde erreichte er 394.505 Stimmen und damit 1,09 %.

## Programmatik
Die Neue Antikapitalistische Partei versteht sich als „Partei […], die für die anstehenden Mobilisierungen taugt und dazu dient, eine radikale, revolutionäre Veränderung der Gesellschaft vorzubereiten und somit auch den Kapitalismus, das Privateigentum an den wesentlichen Produktionsmitteln, die Plünderung der Erde und die Zerstörung der Umwelt zu überwinden.“
Der Gründungsaufruf bezieht sich positiv auf das Konzept des Sozialismus des 21. Jahrhunderts und betont die basisdemokratische Dimension politischer Kämpfe: „Eine demokratische Partei, deren Funktionsweise es der Bevölkerung ermöglicht, ihre Mobilisierungen selbst zu lenken, um zukünftig in der Lage zu sein, die sozialen und wirtschaftlichen Abläufe bestimmen zu können.“ Auch die zukünftige Gesellschaft selbst soll basisdemokratisch organisiert sein: „Wir wollen eine Gesellschaft, die den sozialen Bedürfnissen gerecht wird und die frei ist von allen Formen der Ausbeutung und Unterdrückung nach Klasse, Geschlecht, Alter und Herkunft. Eine Gesellschaft, in der sich die Demokratie nicht in der Stimmabgabe bei Wahlen erschöpft, sondern allen ermöglicht, mitzuentscheiden.“
Die Partei soll die zersplitterten Organisationen und Bewegungen der radikalen Linken zusammenführen und neue Aktivisten anziehen. Dazu zählt der Aufruf unter anderem an „die Frauen und Männer, ob mit oder ohne Ausweispapiere, die glauben, dass ihr Leben mehr wert ist als der Profit; an die Jugend, die zum Widerstand ruft, wenn ihre Zukunftsperspektive bedroht wird; an die AktivistInnen in Verbänden und Gewerkschaften, die tagtäglich in ihren Betrieben und Stadtvierteln initiativ sind; an die sozialistischen, antineoliberalen, kommunistischen und grünen Aktivisten, die das Lavieren in der Politik, die falschen Versprechungen und halbherzigen Maßnahmen satt haben […]“.
Der Sprecher der Partei, Olivier Besancenot – der bereits für die LCR als Präsidentschaftskandidat auftrat –, präzisiert das Selbstverständnis der Partei in einem Interview: „Es geht […] nicht um eine bloße Fusion mit anderen politischen Strömungen […]. Diesmal wollen wir anders vorgehen, nämlich auf der Grundlage einer gemeinsamen Praxis, heute bereits gemeinsam geführter Kämpfe und Aktionen der Gegenwehr, die uns täglich einen. In dieser Praxis zeichnen sich bereits die Umrisse ab, wie eine radikale und revolutionäre Änderung der Gesellschaft aussehen könnte.“
Kennzeichnend für die politische Ausrichtung der Partei ist ihre vehemente Ablehnung der Sozialdemokratie und der Grundsatz, keine Regierungsbündnisse mit der  Parti socialiste einzugehen.

### Wahlen
| Wahljahr | Europawahl | Europawahl |
| Wahljahr | Stimmen    | %          |
| -------- | ---------- | ---------- |
| 2009     | 840.833    | 4,88       |
| 2014     | 74.770     | 0,39       |

| Wahljahr | Präsidentschaftswahl | Präsidentschaftswahl |      |
| Wahljahr | Kandidat             | Stimmen              | %    |
| -------- | -------------------- | -------------------- | ---- |
| 2012     | Philippe Poutou      | 411.160              | 1,15 |
| 2017     | Philippe Poutou      | 394.505              | 1,09 |
| 2022     | Philippe Poutou      | 268.904              | 0,77 |